# イセドン内村
イセドン 内村（イセドン うちむら、1988年7月29日 - ）は、日本のAV男優、出張ホスト。

## 人物
- しみけんに弟子入り。しみけんから「ミュータント計画」なるドーピングを施され、肉体改造中である[1]。
- まだ名前が決まっていなかったときに、しみけんと共に群馬県伊勢崎市のドンキホーテを訪れた際、「伊勢崎のドンキでイセドンでいいんじゃね？」としみけんから命名された。また、某体操選手に似ていると言われた時期があり、先輩の男優に内村がいなかったため、内村を付けた[2]。
- 特撮ヒーローが好きで、マーベル・コミック作品のファン。
- 前職はホスト。
- しみけんも一目置く変態で、ニューハーフの小便がなによりの大好物。
- ホットエンターテイメントの女性向けAVレーベル TOKYO LUV TRENDY の作品では、別名の内村雅人の名義で、イケメン役で出演している[3]。

## 出演番組
テレビ
- ダラケ! ～お金を払ってでも見たいクイズ～　シーズン1 第4回 「AV男優」ダラケ （BSスカパー!、2014年10月30日）
- 電マ王戦～男優VS大人のおもちゃ～ （パラダイステレビ、2015年9月3日）

インターネット番組
- 渋谷 Luv Night （ニコニコ生放送/USTREAM、2015年4月23日）
- 渋谷 Luv Night vol.2 （ニコニココミュニティ/USTREAM、2015年5月30日）

ネット配信
- 男優と男優　イセドン内村 （GIRL'S CH、前編：2015年2月18日/後編：2015年2月25日）
- 池下育子 presents オーガズムを叶えるセックス （GIRL'S CH、2015年3月19日～4月16日）
- 江頭2:50のピーピーピーするぞ！ （MOPAL、2015年）

## イベント
- 性人式 2014[4]  （2014年1月14日、阿佐ヶ谷ロフトA）
- Tokyo Luv & Romantic Night[5] （2014年2月15日、ネイキッドロフト）
- AV男優の生でダラダライかせて!![6] （2014年5月16日、新宿ロフトプラスワン）
- AV男優吉村卓の男優さんいらっしゃい！ ～サマースペシャル！新人AV男優オーディション編～[7][8] （2014年7月4日、LEFKADA）
- Luv Men Summer Fes.2 （2014年7月11日、ロフトプラスワン）
- AV男優の生でダラダライカせて!! 2 ～行こうぜ、モザイクの向こうのまた向こうへ～[9] （2015年5月16日、新宿ロフトプラスワン）